# プリウスエコドライブα
『プリウスエコドライブα』（プリウスエコドライブアルファ）は、青森朝日放送 (ABA) で放送されているローカル情報番組である。2009年3月7日に『プリウスエコドライブ』として放送開始した後、2011年10月4日放送分をもって現タイトルへと移行した。

## 概要
工藤智佳がトヨタ・プリウスに乗り、青森県内の名所や観光施設を訪れるミニ番組である。また、青森トヨペット各店の「ハイブリッドマイスターPRO」がハイブリッドカーについて説明する。

## 放送時間

### プリウスエコドライブ
- 土曜 14時55分 - 15時00分（2009年3月7日 - 2009年3月28日）
- 日曜 17時55分 - 18時00分（2009年4月5日 - 2009年4月26日）
- 火曜 23時10分 - 23時15分（2009年5月5日 - 2011年9月27日）

### プリウスエコドライブα
- 火曜 23時10分 - 23時15分（2011年10月4日 - 現在）